# Legacy Recordings
Legacy Recordings er Sony Music Entertainments division for selskabets bagkatolog. 
Legacy Recordings blev grundlagt i 1990 af CBS Records (overtaget i 1991 af Sony og omdøbt til Sony Music i 1991) under ledelse af den daværende Columbia Records / Sony Music administrerende direktør Tommy Mottola til at håndtere genudgivelser af optagelser fra de store kataloger fra Columbia Records, Epic Records og associerede labels. Divisionen håndterer desuden nu arkiverne fra Sony Musics RCA, J Records, Windham Hill, RCA Victor, Arista, Buddah Records, Philadelphia International Records samt Sony BMG Nashville.
Dette er ikke at forveksle med det tidligere britiske pladeselskab Legacy Records.

## Liste over kunstnere
Legacy Recordings kunstnere omfatter, men er ikke begrænset til:
- AC/DC
- Adema
- Jefferson Airplane
- Adam Ant
- The Allman Brothers Band
- Louis Armstrong
- Fred Astaire
- Chet Atkins
- Babyface
- The Bangles
- Tony Bennett
- Dave Brubeck
- Jeff Buckley
- The Byrds
- Mary Chapin Carpenter
- Johnny Cash
- David Cassidy
- Cheap Trick
- The Clash
- George Clinton/P-Funk All-Stars
- Leonard Cohen
- Bing Crosby
- Blue Öyster Cult
- The Charlie Daniels Band
- Miles Davis
- John Denver
- Celine Dion
- Donovan
- Bob Dylan
- Electric Light Orchestra
- Earth Wind & Fire
- Duke Ellington
- Fishbone
- Dan Fogelberg
- Kenny G
- Simon & Garfunkel
- Marvin Gaye
- George Gershwin
- Delta Goodrem
- David Gilmour
- Merle Haggard
- Molly Hatchet
- Hall & Oates
- Whitney Houston
- Jimi Hendrix
- Billie Holiday
- Iggy & The Stooges
- Iron Maiden
- The Isley Brothers
- Mahalia Jackson
- Michael Jackson
- Waylon Jennings
- Billy Joel
- Robert Johnson
- Janis Joplin
- Journey
- Kansas
- Kris Kristofferson
- Cyndi Lauper
- Kenny Loggins
- Yo-Yo Ma
- Taj Mahal
- Teena Marie
- Johnny Mathis
- Glenn Miller
- Charles Mingus
- Eddie Money
- Thelonious Monk
- Motörhead
- Willie Nelson
- New Kids On The Block
- Harry Nilsson
- The O'Jays
- Roy Orbison
- Ozzy Osbourne
- Dolly Parton
- Teddy Pendergrass
- Poco
- Perez Prado
- Lou Rawls
- REO Speedwagon
- Santana
- Pete Seeger
- Frank Sinatra
- Sly & The Family Stone
- Bessie Smith
- Patti Smith
- Joe Satriani
- Bruce Springsteen
- Mariah Carey
- Britney Spears
- Barbra Streisand
- Jessica Simpson
- Switchfoot
- TLC
- Toto
- Peter Tosh
- The Derek Trucks Band
- Luther Vandross
- Dionne Warwick
- Stevie Ray Vaughan
- Men at Work
- Weather Report
- Vanessa L. Williams
- Tammy Wynette